# Mamia (II) de Gourie
Mamia Gurieli (géorgien : მამია გურიელი, fl. 1460) est un membre de la lignée des Dadiani eristavi (c'est-à-dire: duc) de Gourie en Géorgie dans la seconde moitié du XVe siècle. Il est le premier souverain de Gourie à adopter la titre de Gouriel, et à partir duquel les ducs puis princes de Gourie forment une dynastie jusqu'à l'annexion à l'Empire russe en 1829.

## Biographie
Mamia est le fils cadet de Liparit Ier Dadiani (mort en 1470), eristavi d'Odishi (Mingrélie), et frère du successeur de Liparit Shamadavle Dadiani. Il est mentionné pour la première fois dans une charte
du roi Georges VIII de Géorgie datée de 1460. Mamia contrôle la  Gourie, qui est un fief dévolu aux puînés de la maison Dadian depuis environ 1352. Depuis la décennie 1450, la Géorgie est impliquée dans une série de conflits internes qui ultérieurement conduiront à la division du royaume de Géorgie. 
La guerre civile s’apaise brièvement en 1460, lorsque l'envoyé italien  Ludovico da Bologna tente de s'interposer entre les dynastes géorgiens pour obtenir leur participation au projet de croisade du pape Pie II contre la menace ottomanne. Parmi  les princes orientaux prêts à prendre les armes les documents occidentaux contemporains mentionnent Mamia comme « marquis de Gourie » ( « Mania, marchio Goriae »).
Mamia semble être le souverain géorgien qui avait défait les Bourguignons à Batoumi lors de l'expédition de 1445 et capturé leur chef, Geoffroy de Thoisy. Thoisy est ensuite libéré pour ses bons services auprès de l'empereur de Trébizonde Jean IV Grand Comnène. Les Gurieli, dont la seigneurie se trouve entre les possessions de Trébizonde le Thèmede Lazie et la Mingrélie, entretiennent des rapports étroits avec la maison Comnène. David Komnenos envoie son épouse, Hélène, chez Mamia pour sa sauvegarde juste avant le {siège de Trébizonde en 1461. La chronique de Laonicos Chalcondyle suggère que Mamia était lié par un lien matrimonial par ailleurs inconnu avec les Comnènes de Trébizonde. Selon l'historien Cyrille Toumanoff, il semble que Mamia avait épousé une fille anonyme de David II de Trébizonde.